# The Throne
"The Throne"  é um grupo americano de hip-hop constituído Shawn Corey Carter (comumente conhecido como Jay-Z) e Kanye West, formada em 2011.
A dupla lançou dois singles "H•A•M" e "Otis", que recebeu muitos elogios dos críticos. O grupo se prepara para lançar seu álbum de estréia "Watch the Throne" em 8 de agosto de 2011, e fazer a turnê do álbum que tem início em setembro de 2011.

## História
"Jay-Z" é um rapper americano, que lançou seu álbum de estréia em 1996 intitulado Reasonable Doubt , que recebeu a aclamação da crítica e status de disco de platina. Seus dois álbuns seguintes, "In My Lifetime, Vol. 1" e "Vol. 2... Hard Knock Life" deixou o cantor em outro patamar comercial.
"Kanye West" é um rapper americano, cantor e produtor musical. Ele primeiro eclodiu na indústria produzindo músicas para a gravadora Roc-A-Fella, e o primeiro colaborou com Jay-Z em 2001 onde obteve o reconhecimento por seu trabalho no álbum The Blueprint e singles como "Izzo (H.O.V.A.)". Ele recebeu elogios da crítica com seu primeiro álbum The College Dropout e seu segundo álbum Late Registration , que contou com um remix "Diamonds from Sierra Leone" com Jay-Z. West continuou a produzir para Jay-Z sem deixar de promover sua própria carreira, e ambos foram caracterizados em singles como "Swagga Like Us" , "Run This Town" e "Monster".
Todos os 15 álbuns de Jay-Z foram disco de platina, juntamente com todos os 5 de álbuns de West. Juntos, as duas ganharam 27 prêmios Grammy Awards, (West, com 14, e Jay-Z com 13) e ambos os rappers estão entre o mais bem sucedidos de todos os tempos.
Os dois diretamente colaborou com seu álbum de estréia "Watch the Throne". Que originalmente seria concebida como um EP de cinco faixas, o álbum foi revelado pelo West para ser um álbum de estúdio numa entrevista em outubro de 2010 para a MTV. Jay-Z realizou uma sessão de escuta privada do álbum no Hotel Mercer, em Nova York, para pré-visualizar as músicas do álbum do seu MacBook Pro para um seleto grupo de repórteres e jornalistas de música. O álbum também será aparências do convidado por recurso de gravação artistas Beyoncé Knowles, "Frank Ocean" e "Mr. Hudson".
Em 25 de julho, foi anunciado que os dois tinham formado um grupo intitulado "The Throne" e iria fazer uma norte-americana turnê para promover o álbum. Antes da formação oficial do grupo, dois singles já foram lançados pela dupla, o primeiro dos quais foi "H•A•M" , que estreou em 23 no Billboard Hot 100 e recebeu críticas mistas. Mais tarde foi revelado que a música aparece no álbum como apenas uma faixa bônus. O segundo single foi "Otis", ela recebeu boas críticas.

## Discografia

### Álbuns
- Watch the Throne (2011)

### Singles
| Ano  | Nome                       | Melhor posição | Melhor posição | Melhor posição | Melhor posição | Melhor posição | Melhor posição | Melhor posição | Melhor posição | Álbum            |
| Ano  | Nome                       | US             | US R&B         | US Rap         | AUS            | CAN            | IRL            | NLD            | UK             | Álbum            |
| ---- | -------------------------- | -------------- | -------------- | -------------- | -------------- | -------------- | -------------- | -------------- | -------------- | ---------------- |
| 2011 | "H•A•M"                    | 23             | 24             | 15             | 78             | 47             | 40             | 53             | 30             | Watch the Throne |
| 2011 | "Otis" (com: Otis Redding) | 12             | 13             | 8              | —              | 37             | —              | —              | 38             | Watch the Throne |

## Aparições Juntos
| Ano  | Canção                               | Álbum                                | Artista (s)                                                                |
| ---- | ------------------------------------ | ------------------------------------ | -------------------------------------------------------------------------- |
| 2002 | "The Bounce"                         | The Blueprint²: The Gift & the Curse | Jay-Z                                                                      |
| 2004 | "Never Let Me Down"                  | The College Dropout                  | Kanye West com J. Ivy                                                      |
| 2004 | "Get By" (Remix)                     | N/A                                  | Talib Kweli com Mos Def & Busta Rhymes                                     |
| 2005 | "Diamonds from Sierra Leone" (Remix) | Late Registration                    | Kanye West                                                                 |
| 2008 | "Swagga Like Us"                     | Paper Trail                          | T.I. com Lil Wayne                                                         |
| 2008 | "Go Hard" (Remix)                    | N/A                                  | DJ Khaled com T-Pain                                                       |
| 2009 | "Run This Town"                      | The Blueprint 3                      | Jay-Z com Rihanna                                                          |
| 2009 | "Hate"                               | The Blueprint 3                      | Jay-Z                                                                      |
| 2010 | "Power" (Remix)                      | N/A                                  | Kanye West com Swizz Beatz                                                 |
| 2010 | "The Joy"                            | N/A                                  | Kanye West com Pete Rock, Jay-Z, Charlie Wilson, Curtis Mayfield & Kid Cud |
| 2010 | "Monster"                            | My Beautiful Dark Twisted Fantasy    | Kanye West com Rick Ross, Nicki Minaj & Bon Iver                           |
| 2010 | "So Appalled"                        | My Beautiful Dark Twisted Fantasy    | Kanye West com Pusha T, Cyhi Da Prynce, Swizz Beatz & RZA                  |